# Lijst van voetbalinterlands Letland - Liechtenstein
Deze lijst van voetbalinterlands is een overzicht van alle officiële voetbalwedstrijden tussen de nationale teams van Letland en Liechtenstein. De landen hebben tot op heden twaalf keer tegen elkaar gespeeld. De eerste ontmoeting, een kwalificatiewedstrijd voor het Europees kampioenschap voetbal 1996, werd gespeeld in Eschen op 15 november 1994. Het laatste duel, een vriendschappelijke wedstrijd, vond plaats op 26 maart 2024 in Larnaca Cyprus.

## Wedstrijden
| №  | Plaats  | Datum            | Competitie                  | Wedstrijd               | Uitslag |
| -- | ------- | ---------------- | --------------------------- | ----------------------- | ------- |
| 1  | Eschen  | 15 november 1994 | EK 1996 kwalificatie        | Liechtenstein − Letland | 0 − 1   |
| 2  | Riga    | 6 september 1995 | EK 1996 kwalificatie        | Letland − Liechtenstein | 1 − 0   |
| 3  | Vaduz   | 28 februari 2001 | Vriendschappelijk           | Liechtenstein − Letland | 0 − 2   |
| 4  | Vaduz   | 17 november 2004 | WK 2006 kwalificatie        | Liechtenstein − Letland | 1 − 3   |
| 5  | Riga    | 8 juni 2005      | WK 2006 kwalificatie        | Letland − Liechtenstein | 1 − 0   |
| 6  | Vaduz   | 28 maart 2007    | EK 2008 kwalificatie        | Liechtenstein − Letland | 1 − 0   |
| 7  | Riga    | 17 november 2007 | EK 2008 kwalificatie        | Letland − Liechtenstein | 4 − 1   |
| 8  | Riga    | 16 oktober 2012  | WK 2014 kwalificatie        | Letland − Liechtenstein | 2 − 0   |
| 9  | Vaduz   | 22 maart 2013    | WK 2014 kwalificatie        | Liechtenstein − Letland | 1 − 1   |
| 10 | Riga    | 6 juni 2022      | UEFA Nations League 2022/23 | Letland − Liechtenstein | 1 − 0   |
| 11 | Vaduz   | 14 juni 2022     | UEFA Nations League 2022/23 | Liechtenstein − Letland | 0 − 2   |
| 12 | Larnaca | 26 maart 2024    | Vriendschappelijk           | Letland − Liechtenstein | 1 − 1   |

## Samenvatting
| Competitie          | Totaal gespeeld | Winst Letland | Gelijk | Winst Liechtenstein | Doelsaldo Letland – Liechtenstein |
| ------------------- | --------------- | ------------- | ------ | ------------------- | --------------------------------- |
| WK-kwalificatie     | 4               | 3             | 1      | 0                   | 7 − 2                             |
| EK-kwalificatie     | 4               | 3             | 0      | 1                   | 6 − 2                             |
| UEFA Nations League | 2               | 2             | 0      | 0                   | 3 − 0                             |
| Vriendschappelijk   | 2               | 1             | 1      | 0                   | 3 − 1                             |
| Totaal              | 12              | 9             | 2      | 1                   | 19 − 5                            |

LFF · A-internationals · Bondscoaches · Statistieken · Lets vrouwenelftal · Olympisch elftal · Letland U21 · Letland U20 · Letland U19 · Letland U18 · Letland U17 · Letland U16
1922 – 1929 ·
1930 – 1940 ·
1950 – 1989 · 
1990 – 1999 ·
2000 – 2009 ·
2010 – 2019 ·
2020 – 2029
EK 1996 · 
EK 2000 · 
EK 2004 · 
EK 2008 · 
EK 2012
WK 1994 · 
WK 1998 · 
WK 2002 · 
WK 2006 · 
WK 2010 · 
WK 2014
OS 1924
1922 · 
1923 · 
1924 · 
1925 · 
1926 · 
1927 · 
1928 · 
1929 · 
1930 · 
1931 · 
1932 · 
1933 · 
1934 · 
1935 · 
1936 · 
1937 · 
1938 · 
1939 · 
1940 · 
1941 · 
1942 · 
1943 · 1944 · 
1945 · 
1946 · 
1947 · 
1948 · 
1949 · 
1950 – 1990 · 
1991 · 
1992 · 
1993 · 
1994 · 
1995 · 
1996 · 
1997 · 
1998 · 
1999 · 
2000 · 
2001 · 
2002 · 
2003 · 
2004 · 
2005 · 
2006 · 
2007 · 
2008 · 
2009 · 
2010 · 
2011 · 
2012 · 
2013 · 
2014 · 
2015 · 
2016 · 
2017 ·
2018 ·
2019 ·
2020 ·
2021 ·
2022
Albanië ·
Andorra ·
Angola ·
Armenië ·
Azerbeidzjan ·
Bahrein ·
België ·
Bolivia ·
Bosnië en Herzegovina ·
Brazilië ·
Bulgarije ·
China ·
Cyprus ·
Denemarken ·
Duitsland ·
Engeland ·
Estland ·
Faeröer · 
Finland ·
Frankrijk ·
Georgië ·
Ghana ·
Gibraltar ·
Griekenland ·
Honduras ·
Hongarije ·
Ierland ·
IJsland ·
Israël ·
Japan ·
Kazachstan ·
Koeweit ·
Kosovo ·
Kroatië ·
Liechtenstein ·
Litouwen ·
Luxemburg ·
Malta ·
Moldavië ·
Montenegro ·
Nederland ·
Noord-Ierland ·
Noord-Korea ·
Noord-Macedonië ·
Noorwegen ·
Oekraïne ·
Oezbekistan · 
Oman ·
Oostenrijk ·
Polen ·
Portugal ·
Qatar ·
Roemenië · 
Rusland ·
San Marino ·
Saoedi-Arabië ·
Schotland ·
Slovenië ·
Slowakije ·
Spanje ·
Thailand ·
Tsjechië ·
Tunesië ·
Turkije ·
Verenigde Staten ·
Wales ·
Wit-Rusland ·
Zuid-Korea ·
Zweden ·
Zwitserland
LFV · A-internationals · Bondscoaches · Statistieken · Liechtensteins vrouwenelftal · Liechtenstein U21 · Liechtenstein U19 · Liechtenstein U18 · Liechtenstein U17 · Liechtenstein U16
1980 – 1989 ·
1990 – 1999 ·
2000 – 2009 ·
2010 – 2019 ·
2020 − 2029
1981 · 
1982 · 
1983 · 
1984 · 
1985 · 
1986 · 
1987 · 
1988 · 
1989 · 
1990 · 
1991 · 
1992 · 
1993 · 
1994 · 
1995 · 
1996 · 
1997 · 
1998 · 
1999 · 
2000 · 
2001 · 
2002 · 
2003 · 
2004 · 
2005 · 
2006 · 
2007 · 
2008 · 
2009 · 
2010 · 
2011 · 
2012 ·
2013 ·
2014 ·
2015 ·
2016 ·
2017 ·
2018 ·
2019 ·
2020 ·
2021 ·
2022 ·
2023 ·
2024
Albanië ·
Andorra ·
Armenië ·
Australië ·
Azerbeidzjan ·
België ·
Bosnië en Herzegovina ·
China ·
Denemarken ·
Duitsland ·
Engeland ·
Estland ·
Faeröer ·
Finland ·
Georgië ·
Gibraltar ·
Griekenland ·
Hongarije ·
Hongkong ·
Ierland ·
IJsland ·
Indonesië ·
Israël ·
Italië · 
Kaapverdië ·
Kazachstan ·
Kroatië ·
Letland ·
Litouwen ·
Luxemburg ·
Malta ·
Moldavië ·
Montenegro ·
Nederland ·
Noord-Ierland ·
Noord-Macedonië ·
Oostenrijk ·
Polen ·
Portugal ·
Qatar ·
Roemenië ·
Rusland ·
San Marino ·
Saoedi-Arabië ·
Schotland ·
Slowakije ·
Spanje ·
Thailand ·
Togo ·
Tsjechië ·
Turkije ·
Verenigde Staten ·
Wales ·
Wit-Rusland ·
Zweden ·
Zwitserland